# 大島要三

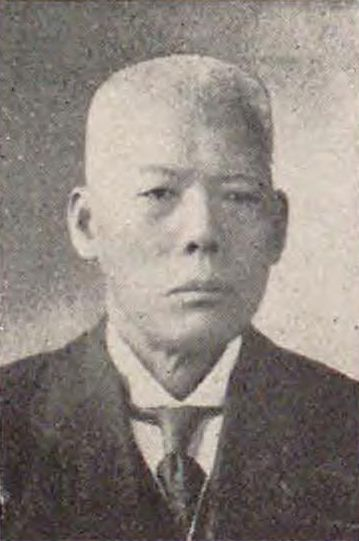
大島要三

大島 要三（おおしま ようぞう、1859年3月19日（安政6年2月15日）- 1932年（昭和7年）3月23日）は、明治から昭和初期の実業家、政治家。衆議院議員。

## 経歴
武蔵国埼玉郡、後の埼玉県北埼玉郡大桑村（現：加須市）で大島庄太郎の長男として生まれた。1881年（明治14年）に上京し東北線鉄道敷設工事の下請を担当し、元請の杉井組・杉井定吉の信用を得て支配人となる。1891年（明治24年）、白河町（現：白河市）から福島町（現：福島市）に転居した。
杉井の死後に独立して大島組を組織。1894年（明治24年）からの奥羽線福島 - 米沢間を担当したことにより信用を得た。福島電灯社長、福島民友新聞社長、白棚鉄道社長、東京信用銀行取締役、福島貯蓄銀行監査役、福島羽二重監査役、東京米穀商品取引所監査役など、多数の企業の役員などを務めた。福島商業会議所（現：福島商工会議所）の設立発起人代表となり2代会頭に就任した。また、肥田金一郎と共に福島競馬場の開設に尽力した。
政界では、1907年（明治40年）、福島市制施行後の初の市会議員に当選。1924年（大正13年）5月、第15回衆議院議員総選挙で福島県第一区から出馬して当選。第17回総選挙でも当選し、衆議院議員を通算2期務めた。
1931年（昭和6年）に福島市から功労者表彰を受けた。
1932年（昭和7年）3月23日、胃がんのため東京南胃腸病院で亡くなった。死後、信夫山の墓地に葬られた。

## 人物
最初は杉井組の棒心で小柄だが膂力に秀で、4人掛かりで持ち上げる鉄道レールを1人で担ぎ上げる程で、素人相撲で関取を張っていた大島は仙石貢と相撲を取り投げ飛ばした。仙石は当時の鉄道工事の請負業者にとって神に近い存在で、会うときも同じ座敷に上がることが出来ない存在だった。21か22にもかかわらず度胸の良い点を見込み仙石が杉井に代人（支配人）へ推薦した。
代人時代は川口要三と名乗り、1899年（明治32年）に杉井が亡くなるまで組の三傑に数えられる懐刀になっていたが、杉井組の宿老格の三谷長吉には小僧扱いをされていた。
侠客・辺見貞蔵とも交流を持っていた親分肌の人物であった。

## 親族
- 三女 中山テル（中山詳一の妻）[4]

## 銅像
1937年（昭和12年）に信夫山公園に銅像が建てられたが、1943年（昭和18年）に金属類回収令で供出された。1964年（昭和39年）に銅像は再建された。